# Munkebo Sogn

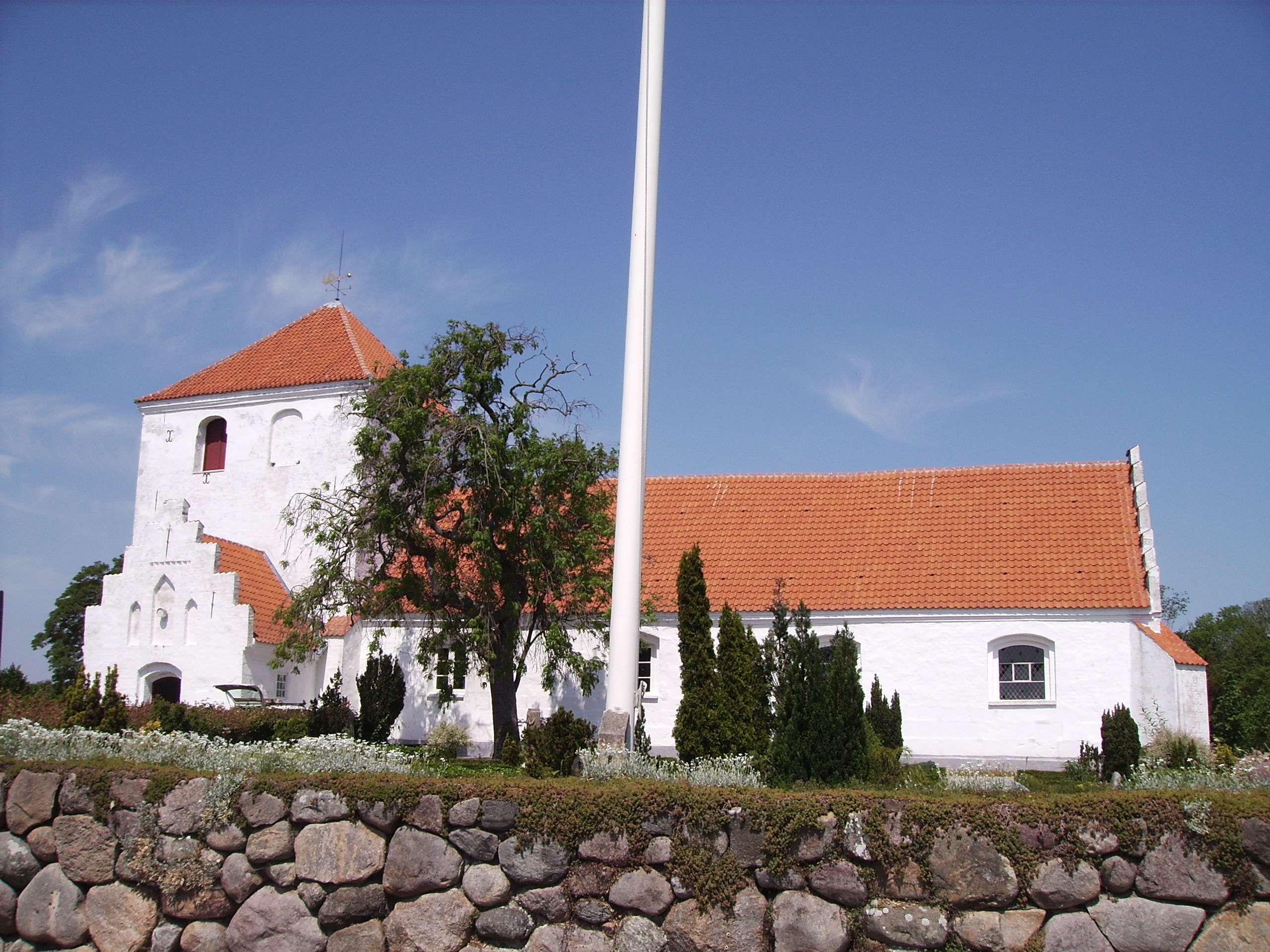
Munkebo Kirke

Munkebo Sogn ist eine Kirchspielsgemeinde (dän.: Sogn)
auf der Insel Fyn (dt.: Fünen)
im südlichen Dänemark. Bis 1970 gehörte sie zur Harde Bjerge Herred im damaligen Odense Amt, danach zur Kerteminde Kommune im
Fyns Amt, die im Zuge der  Kommunalreform zum 1. Januar 2007 in der
„neuen“
Kerteminde Kommune in der Region Syddanmark aufgegangen ist.
Im Kirchspiel leben 5877 Einwohner, davon 5535 im Kirchdorf (Stand: 1. Januar 2023). Im Kirchspiel liegt die Kirche „Munkebo Kirke“.
Nachbargemeinden sind im Nordosten Drigstrup Sogn, im Südosten Kølstrup Sogn, im Süden Marslev Sogn, sowie in der westlich angrenzenden Odense Kommune Agedrup Sogn.